# San Giovanni Leonardi (titre cardinalice)
Le titre cardinalice de San Giovanni Leonardi (Saint Jean Leonardi) est érigé par le pape François le 7 décembre 2024) et rattaché à l'église homonyme.

## Titulaires
- Tarcisio Isao Kikuchi (depuis 2024)